# Matías Gasparini
Matías Gasparini (Venecia, c. 1700 - Valencia, 26 de abril de 1774) fue un decorador italiano que trabajó en la corte del rey Carlos III de España.

## Biografía
Realizó el llamado Salón de Gasparini en el Palacio Real de Madrid, que está considerado uno de los más hermosos salones del mismo y ha llegado hasta nuestros días prácticamente sin ningún retoque. Por diferentes motivos se tardaron alrededor de cuarenta años en la conclusión del programa decorativo. Gasparini diseñó los muebles de este salón, así como el complicado motivo multicolor del suelo de mármol, los estucos del techo, e incluso el entelado de las paredes y las tapicerías de los sillones.
Era el lugar donde el rey se vestía en presencia de la corte, según la costumbre de la época. Su decoración, realizada por Matías Gasparini, presenta grandes originalidades del tipo chinoiserie en estilo rococó. Cabe destacar el reloj situado sobre la chimenea, obra de Pierre Jacquet Droz, con autómatas vestidos a la moda del siglo XVIII que bailan cuando, al dar las horas, un pastor sentado toca la flauta.